# Inquisición española (Monty Python)
La Inquisición española es una serie de sketches del grupo cómico británico Monty Python's Flying Circus que hicieron su debut el 22 de septiembre de 1970 en el segundo episodio de la segunda temporada, donde se satiriza a la Inquisición española de la vida real.
El grupo ficticio está formado por tres miembros, los cuales son conocidos por la frase: "nadie espera a la Inquisición española" (Nobody expects the Spanish Inquisition), la cual ha ido ganando notoriedad. La puesta en escena de los actores viene acompañada por acordes de la composición de Charles Williams: Devil's Galop.

## Resumen

### La Inquisición española
En todos los gags en los que aparecen, hacen acto de presencia cuando un personaje (irritado u ofendido) al ser cuestionado por otro, menciona que "no esperaba ninguna Inquisición española". La primera aparición del trío tiene lugar en un salón de Jarrow en la que aparece una central nuclear a pesar de estar ambientada en 1912. Un trabajador de un molino entra a la habitación y le dice a su mujer, interpretada por Carol Cleveland, que una de las aspas se ha torcido; pero cuando esta le responde que no sabe de qué está hablando, se pone a la defensiva y le contesta: "no esperaba ninguna Inquisición española". Acto seguido, el trío formado por el Cardenal Ximénez (Michael Palin) junto con sus asistentes Biggles y Fang (Terry Jones y Terry Gilliam) irrumpen en la sala al grito agudo de "NADIE espera a la Inquisición española" con gran énfasis en la primera palabra.
Tras presentarse, hacen un listado de sus armas (temor, sorpresa, eficiencia inmisericorde, devoción fanática por el Papa y por los bellos uniformes rojos), sin embargo, Ximénez se interrumpe a sí mismo cuando sufre un lapsus mental y tienen que hacer acto de presencia una y otra vez.
Finalmente, opta por olvidar la introducción y tras acusar a la mujer de herejía, pretende "torturar" a su víctima con un potro, sin embargo, el Cardenal Biggles le coloca un escurreplatos a la altura del torso. No obstante, los resultados son infructuosos.

### La foto del tío Ted
En la segunda aparición, una anciana (Marjorie Wilde) comparte sus fotografías del tío Ted (todas ellas frente la casa) con una hastiada Carol Cleveland, la cual rompe cada una de las fotos hasta que esta primera, le enseña una fotografía en la que aparece la Inquisición tras un cobertizo de carbón. Cuando el personaje de Cleveland comenta que "no esperaba la Inquisición española", estos tres vuelven a escena. En esta ocasión, se llevan a la anciana arrestada.
En la mazmorra, Biggles trata de "torturarla" con dos cojines. Cuando esto no da resultado, Ximénez ordena traer un sillón y obligarla a sentarse y aguantar hasta la hora de la comida con un café a las 11h a menos que confiese, sin embargo, esto solo tiene efecto sobre Biggles, el cual empieza a llorar y a confesar para frustración de Ximénez.
Por otro lado, existe una versión alternativa en Monty Python Live (Mostly) en el que la tortura consiste en darle un vaso de leche fría de la frigorífico, de la cual sale el Hombre de la Nevera (Eric Idle) interpretando Galaxy Song.

### En un autobús
En la tercera y última aparición está teniendo lugar un juicio en el que el juez (Terry Jones), quien también es el acusado por conducta obscena por el Old Bailey, es sentenciado por otro juez (Graham Chapman) a ser quemado en la hoguera. La reacción del acusado no se hace esperar y declara: "leñe, no esperaba a la Inquisición española". Acto seguido, los allí presentes observan expectantes la entrada a la sala.
Mientras se suceden los créditos finales, la Inquisición sale rauda de casa y coge el primer autobús que debe llevarles hasta el tribunal con la preocupación de que no puedan llegar a tiempo. Al final consiguen llegar, pero se llevan una decepción al ver que se ha terminado el tiempo del sketch y la sala está vacía.